# 21-я танковая бригада
21-я отдельная танковая бригада (21 отбр) — отдельная танковая бригада автобронетанковых войск РККА времён Великой Отечественной войны.

## История
21-я отдельная танковая бригада была сформирована 10 октября 1941 года в городе Владимире по штатам № 010/75 — 010/83 и 010/87 от 13 сентября 1941 года. Состав танковой бригады:
- Управление бригады [10/75] — 54 чел.
- Рота управления [10/76] — 175 чел.
- Разведывательная рота [10/77] — 107 чел.
- 21-й танковый полк [010/87] — 422 чел. (майор М. А. Лукин)
  - 1-й танковый батальон (капитан М. П. Агибалов)
  - 2-й танковый батальон
- Мотострелково-пулемётный батальон [010/79] — 422 чел.
- Зенитный дивизион
- Ремонтно-восстановительная рота [010/81] — 91 чел.
- Автотранспортная рота [010/82] — 62 чел.
- Медико-санитарный взвод [010/83] — 28 чел.

В строю бригады насчитывался 61 основной и специальный танк: 19 единиц Т-34 с 76-мм пушками, 10 единиц Т-34 с 57-мм пушками ЗИС-4, две единицы ХТ-26, 5 единиц БТ-2, 15 единиц БТ-5 и БТ-7, 10 единиц Т-60 и 4 единицы САУ ЗИС-30.

### Рейд 21-й танковой бригады на Калинин
12 октября 1941 года начальником АБТУ Я. Н. Федоренко перед 21-й отдельной танковой бригадой была поставлена задача после получения танков следовать через Москву в Калинин, разгрузиться там и не допустить захвата города.
В связи с эвакуацией станций Калинин и Редкино, бригада была вынуждена разгружаться в Завидово и Решетниково.
Наступление на Калинин началось утром 17 октября тремя группами по Волоколамскому (группы М. А. Лукина, М. П. Агибалова) и Тургиновскому (группа И. И. Маковского) шоссе. В селе Пушкино группа разгромила немецкий штаб. В деревне Трояново (16 км от Калинина) танки бригады встретил плотный противотанковый огонь. В ходе боя погиб командир полка майор Лукин. Часть танков смогла прорваться через немецкие позиции. В Напрудном (10 км от Калинина) погиб капитан Агибалов. В Калинин прорвались 8 танков группы.
Танк Т-34 № 3 старшего сержанта С. Х. Горобца оторвался от основной группы, с боями прорвался в центр Калинина, а затем — на его восточную окраину, где держала оборону 5-я стрелковая дивизия. Пока танк С. Х. Горобца успешно прорывался через город, на улицах Калинина были подбиты или сгорели в своих танках 7 других экипажей из 1-го батальона капитана М. П. Агибалова.
Группа Маковского прорвала оборону на южной окраине города и устремилась в район железнодорожного вокзала, где немцы создали укреплённый район. Там группа понесла тяжёлые потери, сам Маковский был тяжело ранен.
По советским данным, в ходе рейда 17 октября 1941 года под Калинином и в самом городе было уничтожено 38 танков противника, до 200 автомашин, 82 мотоцикла, около 70 орудий и миномётов, не менее 16 самолётов на аэродромах, 12 цистерн с горючим, большое число солдат и офицеров, разгромлено 3 штаба.
Всего в боях с 16 по 19 октября 1941 года из состава 21-й танковой бригады было потеряно 25 танков (Т-34 — 21, БТ — 3 и Т-60 — 1) и 450 человек личного состава.

Повреждённый советскими танкистами немецкий самолёт на лётном поле под Калинином.
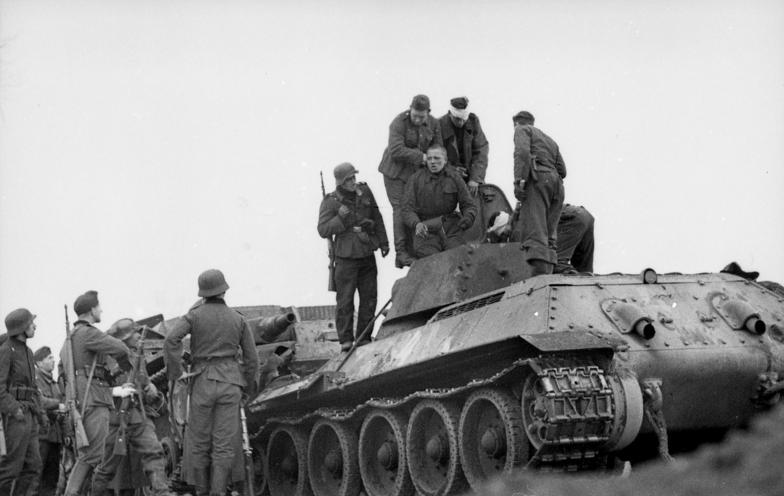
Взятие в плен танкового экипажа лейтенанта Д. Г. Луценко.

### Расформирование
В ноябре 1942 года бригада переформирована в 76-й танковый полк (в составе 51-й механизированной бригады 6-го механизированного корпуса) и 12-й гвардейский танковый полк прорыва (убыл на Северо-Западный фронт в состав 11-й гвардейской армии). 76-й танковый полк возглавил майор Д. Я. Клинфельд, впоследствии полк стал гвардейским и получил новое наименование: 51 гвардейский танковый полк (в составе 10 гвардейской механизированной бригады 5 гвардейского механизированного корпуса).

## Полное наименование
21-я отдельная танковая бригада

## В составе
| Дата          | Корпус | Армия      | Фронт (военный округ)    |
| ------------- | ------ | ---------- | ------------------------ |
| на 01.10.1941 | -      | -          | Московский военный округ |
| на 01.11.1941 | -      | 30-я армия | Калининский фронт        |
| на 01.12.1941 | -      | 30-я армия | Западный фронт           |
| на 01.01.1942 | -      | 30-я армия | Калининский фронт        |
| на 01.02.1942 | -      | 30-я армия | Калининский фронт        |
| на 01.03.1942 | -      | -          | Калининский фронт        |
| на 01.04.1942 | -      | -          | Московский военный округ |
| на 01.05.1942 | -      | -          | Московский военный округ |
| на 01.06.1942 | -      | 41-я армия | Калининский фронт        |
| на 01.07.1942 | -      | 41-я армия | Калининский фронт        |
| на 01.08.1942 | -      | 41-я армия | Калининский фронт        |
| на 01.09.1942 | -      | 41-я армия | Калининский фронт        |
| на 01.10.1942 | -      | -          | Калининский фронт        |
| на 01.11.1942 | -      | -          | Калининский фронт        |

## Техническое оснащение
Основное вооружение 21 отбр:
- на 10.10.1941, в строю — 61 танк: 19 Т-34 с 76-мм пушками, 10 Т-34 с 57-мм пушками ЗИС-4, 2 ХТ-26, 5 БТ-2, 15 БТ-5 и БТ-7, 10 Т-60 и 4 САУ ЗИС-30.[8]
- на 16.10.1941 (30 А, Московское направление) — 61 танк: 29 Т-34 и 32 лёгких танка.[9]
- на 20.10.1941, в строю — 34 танка: 8 Т-34, 4 БТ-2, 5 БТ-5, 6 БТ-7, 2 Т-26, 9 Т-60, 3 ЗИС-30.[8]
- на 16.11.1941 (30-я А) — 20 танков: 5 Т-34, 2 БТ-2, 3 БТ-5, 4 БТ-7, 1 Т-26, 5 Т-60, 1 ЗИС-30.[10]

## Командиры
- полковник Б. М. Скворцов (с 09.10.1941 по 05.11.1941)
- подполковник (с 18.03.1942 полковник) А. И. Лесовой (с 06.11.1941 по 15.07.1942)
- подполковник Д. Я. Клинфельд (с 16.07.1942 по 03.11.1942)

## Отличившиеся воины бригады
| Награда | Ф. И.О.                       | Должность                                                              | Звание            | Дата награждения | Примечания                                                                                                 |
| ------- | ----------------------------- | ---------------------------------------------------------------------- | ----------------- | ---------------- | --- |
|         | Агибалов, Михаил Павлович     | командир 1-го танкового батальона 21-го танкового полка                | капитан           | 29 августа 1939  | За умелое и твёрдое командование ротой и личный героизм, проявленный в июльских боях (бои на Халхин-Голе). |
|         | Горобец, Степан Христофорович | командир танка Т-34 № 3 1-го танкового батальона 21-го танкового полка | старший сержант   | 5 мая 1942       | |
|         | Лукин, Михаил Алексеевич      | командир 21-го танкового полка                                         | майор             | 17 ноября 1939   | За бои на Халхин-Голе                                                                                      |
|         | Маковский, Иосиф Исаакович    | Заместитель командира 1-го танкового батальона 21-го танкового полка   | старший лейтенант | 21 марта 1940    | За советско-финскую войну (1939—1940)                                                                      |

## Документы
- Донесение о безвозвратных потерях № 0464 Калининского фронта от 29.11.1941. ЦАМО, ф. 33 оп. 11458 д. 11.
- Приказ об исключении из списков № 50 ГУФ и УВ КА от 12.04.1942. ЦАМО. Ф. 56. Оп. 12220. Д. 1.